# Liste des espèces du genre Amanita

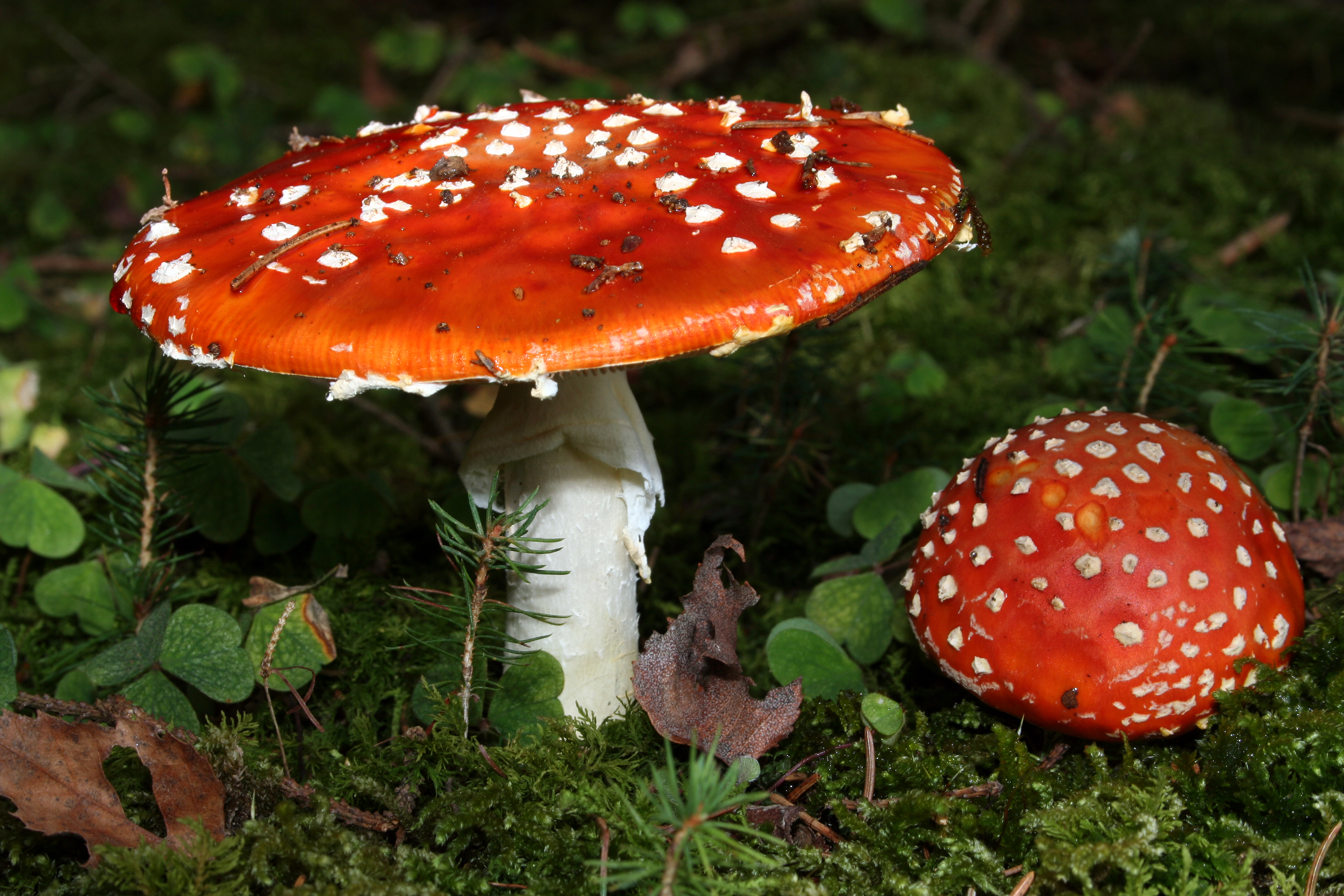
Amanita muscaria, l'Amanite tue-mouche : l'espèce-type du genre Amanita.

Cet article regroupe l'ensemble des espèces de champignons (Fungi) du genre Amanita. En avril 2022, Index Fungorum liste 712 espèces au sein de ce genre,.
- Haut – A
- B
- C
- D
- E
- F
- G
- H
- I
- J
- K
- L
- M
- N
- O
- P
- Q
- R
- S
- T
- U
- V
- W
- X
- Y
- Z

## A
- Amanita abietinum E.-J.Gilbert
- Amanita abietum E.-J.Gilbert
- Amanita abrupta Peck
- Amanita abruptiformis (Murrill) Murrill
- Amanita advena Tulloss, Ovrebo & Halling
- Amanita aestivalis Singer
- Amanita afrospinosa Pegler & Shah-Smith
- Amanita agglutinata (Berk. & M.A.Curtis) Lloyd
- Amanita ahmadii Jabeen, I.Ahmad, M.Kiran, J.Khan & Khalid
- Amanita alauda Corner & Bas
- Amanita albida Yadw.Singh & M.Kaur
- Amanita albidannulata A.E.Wood
- Amanita albidoides A.E.Wood
- Amanita albidostipes Y.Y.Cui, Q.Cai & Zhu L.Yang
- Amanita albifimbriata O.K.Mill.
- Amanita albocreata (G.F.Atk.) E.-J.Gilbert
- Amanita albofimbriata O.K.Mill.
- Amanita alboflavescens Hongo
- Amanita albogrisescens Contu
- Amanita albopulverulenta (Beeli) Tulloss
- Amanita albosquamosa A.E.Wood
- Amanita alboumbelliformis Y.Y.Cui, Q.Cai & Zhu L.Yang
- Amanita alboverrucosa A.E.Wood
- Amanita albovolvata A.E.Wood
- Amanita alexandri Guzmán
- Amanita aliena Wartchow & Cortez
- Amanita alliacea (Murrill) Murrill
- Amanita alliodora Pat.
- Amanita allostraminea A.E.Wood
- Amanita alpinicola C.L.Cripps & J.Lindgr.
- Amanita altifissura D.T.Jenkins
- Amanita altipes Zhu L.Yang, M.Weiss & Oberw.
- Amanita alutacea E.H.L.Krause
- Amanita amanitoides (Beeli) Bas
- Amanita aminoaliphatica Filippi
- Amanita ananiceps (Berk.) Sacc.
- Amanita ananicipitoides A.E.Wood
- Amanita angustilamellata (Höhn.) Boedijn
- Amanita angustispora Cleland
- Amanita anisata (Murrill) Murrill
- Amanita annulalbida A.E.Wood
- Amanita annulatovaginata Beeli
- Amanita antillana Dennis
- Amanita aporema Boedijn
- Amanita aprica J.Lindgr. & Tulloss
- Amanita arctica Bas, Knudsen & T.Borgen
- Amanita arenaria (O.K.Mill. & E.Horak) Justo
- Amanita arenicola O.K.Mill. & Lodge
- Amanita areolata T.Oda, C.Tanaka & Tsuda
- Amanita argentea Huijsman
- Amanita arkansana H.R.Rosen
- Amanita armeniaca A.E.Wood
- Amanita arocheae Tulloss, Ovrebo & Halling
- Amanita aspericeps Y.Y.Cui, Q.Cai & Zhu L.Yang
- Amanita asperoides R.Heim
- Amanita asteropus Sabo ex Romagn.
- Amanita atkinsoniana Coker
- Amanita atrobrunnea Thongbai, Raspé & K.D.Hyde
- Amanita atrofusca Zhu L.Yang
- Amanita augusta Bojantchev & R.M.Davis
- Amanita aurantiobrunnea C.M.Simmons, T.W.Henkel & Bas
- Amanita aurantiovelata Schalkw. & G.M.Jansen
- Amanita aurantisquamosa Trueblood, O.K.Mill. & D.T.Jenkins
- Amanita aurea (Beeli) E.-J.Gilbert
- Amanita aureomonile Tulloss & Franco-Mol.
- Amanita australis G.Stev.
- Amanita austro-olivacea Raithelh.
- Amanita austrobulbosa Grgur.
- Amanita austrophalloides A.E.Wood
- Amanita austropulchella D.A.Reid
- Amanita austrostraminea D.A.Reid
- Amanita austroviridis O.K.Mill.
- Amanita avellanea (M.Traverso) Neville & Poumarat
- Amanita avellaneifolia Zhu L.Yang, Y.Y.Cui & Q.Cai
- Amanita avellaneosquamosa (S.Imai) S.Imai

## B
- Amanita baccata (Fr.) Gillet
- Amanita badia (Schaeff.) Bon & Contu
- Amanita ballerina Raspé, Thongbai & K.D.Hyde
- Amanita bambra Grgur.
- Amanita basiana Tulloss & M.Traverso
- Amanita basibulbosa A.E.Wood
- Amanita basii Guzmán & Ram.-Guill.
- Amanita basiorubra O.K.Mill.
- Amanita battarrae (Boud.) Bon
- Amanita beckeri Huijsman
- Amanita beillei (Beauseign.) Bon & Contu
- Amanita bella (E.-J.Gilbert) S.Imai
- Amanita berkeleyi (Hook.f.) Bas
- Amanita bertaultii Contu
- Amanita betulae Neville & Poumarat
- Amanita bharatensis Sathe & J.T.Daniel
- Amanita bicolor Consiglio, Contu & Setti
- Amanita bingensis (Beeli) R.Heim
- Amanita biovigera Singer
- Amanita bisporigera G.F.Atk.
- Amanita bivolvata Peck
- Amanita borneensis Boedijn
- Amanita boudieri Barla
- Amanita breckonii Thiers & Ammirati
- Amanita bresadolana Neville & Poumarat
- Amanita brunneibulbosa O.K.Mill.
- Amanita brunneistriatula O.K.Mill.
- Amanita brunneitoxicaria Thongbai, Raspé & K.D.Hyde
- Amanita brunneoconulus Bas & Gröger
- Amanita brunneofuliginea Zhu L.Yang
- Amanita brunneolimbata Zhu L.Yang, Y.Y.Cui & Q.Cai
- Amanita brunneolocularis Tulloss, Ovrebo & Halling
- Amanita brunneomaculata Zhu L.Yang, Y.Y.Cui & Q.Cai
- Amanita brunneoprocera Thongbai, Raspé & K.D.Hyde
- Amanita brunneosquamata Thongbai, Raspé & K.D.Hyde
- Amanita brunneostrobilipes Zhu L.Yang, Y.Y.Cui & Q.Cai
- Amanita brunneoumbonata Thongbai, Raspé & K.D.Hyde
- Amanita brunnescens G.F.Atk.
- Amanita bweyeyensis Fraiture, Raspé & Degreef

## C
- Amanita caesarea (Scop.) Pers.
- Amanita caesareoides Lj.N.Vassiljeva
- Amanita calabarica Massee
- Amanita calochroa C.M.Simmons, T.W.Henkel & Bas
- Amanita calyptratoides Peck
- Amanita calyptroderma G.F.Atk. & V.G.Ballen
- Amanita campinaranae Bas
- Amanita candida Peck
- Amanita canescens D.T.Jenkins
- Amanita caojizong Zhu L.Yang, Y.Y.Cui & Q.Cai
- Amanita carneiphylla O.K.Mill.
- Amanita castanea Thongbai, Tulloss, Raspé & K.D.Hyde
- Amanita castanopsidis Hongo
- Amanita castanopsis Hongo, 1974
- Amanita ceciliae (Berk. & Broome) Bas
- Amanita centunculus Corner & Bas
- Amanita changtuia Zhu L.Yang, Y.Y.Cui & Q.Cai
- Amanita chatamagotake N.Endo & A.Yamada
- Amanita cheelii P.M.Kirk
- Amanita chepangiana Tulloss & Bhandary
- Amanita chevalleri Har. & Pat.
- Amanita chiui Y.Y.Cui, Q.Cai & Zhu L.Yang
- Amanita chlorinosma (Peck) Lloyd
- Amanita chlorophylla A.E.Wood
- Amanita chocoana Wartchow
- Amanita chrysoblema G.F.Atk.
- Amanita chrysoleuca Pegler
- Amanita cinctipes Corner & Bas
- Amanita cinerascens A.E.Wood
- Amanita cinereoannulosa Cleland
- Amanita cinereocarpa Yadw.Singh & M.Kaur
- Amanita cinereopannosa Bas
- Amanita cinereoradicata Y.Y.Cui, Q.Cai & Zhu L.Yang
- Amanita cinereovelata Hosen
- Amanita cingulata J.W.Liu & Zhu L.Yang
- Amanita cinnamomea Thongbai, Raspé & K.D.Hyde
- Amanita circinata O.K.Mill. & Lodge
- Amanita cistetorum Contu & Pacioni
- Amanita citrina Pers.
- Amanita citrinoannulata Y.Y.Cui, Q.Cai & Zhu L.Yang
- Amanita citrinoindusiata Zhu L.Yang, Y.Y.Cui & Q.Cai
- Amanita clarisquamosa (S.Imai) S.Imai
- Amanita clelandii (E.-J.Gilbert) E.-J.Gilbert
- Amanita coacta Bas
- Amanita cokeri E.-J.Gilbert & Kühner ex E.-J.Gilbert
- Amanita cokeriana Singer
- Amanita colombiana Tulloss, Ovrebo & Halling
- Amanita conara Tulloss & Halling
- Amanita concentrica T.Oda, C.Tanaka & Tsuda
- Amanita congolensis (Beeli) Tulloss, B.E.Wolfe, K.W.Hughes, Kudzma & D.Arora
- Amanita conicobulbosa Cleland
- Amanita conicogrisea A.E.Wood
- Amanita conicoverrucosa A.E.Wood
- Amanita constricta Thiers & Ammirati
- Amanita contui Bon & Courtec.
- Amanita cordae Velen.
- Amanita cornelii K.Das, Hosen, Tulloss & R.P.Bhatt
- Amanita corticelli (Valenti) L.Krieg.
- Amanita coryli Neville & Poumarat
- Amanita costaricensis Singer ex Tulloss, Halling & G.M.Muell.
- Amanita cothurnata G.F.Atk.
- Amanita craseoderma Bas
- Amanita crassa Bas
- Amanita crassifoliata L.Krieg.
- Amanita crassivolata L.Krieg.
- Amanita crebresulcata Bas
- Amanita crematelloides A.E.Wood
- Amanita crenulata Peck
- Amanita crocea (Quél.) Singer
- Amanita cruzii O.K.Mill. & Lodge
- Amanita cryptoleuca E.H.L.Krause
- Amanita curta (Cooke & Massee) E.-J.Gilbert
- Amanita curtipes E.-J.Gilbert
- Amanita cyanochlorinosma Mighell & T.W.Henkel
- Amanita cyanopus C.M.Simmons, T.W.Henkel & Bas
- Amanita cylindrispora Beardslee
- Amanita cylindrisporiformis (Murrill) Murrill
- Amanita cystidiosa O.K.Mill. & Lodge

## D
- Amanita daucipes (Sacc.) Lloyd
- Amanita decipiens (Trimbach) Jacquet.
- Amanita demissa Corner & Bas
- Amanita detersa Zhu L.Yang, Y.Y.Cui & Q.Cai
- Amanita diemii Singer
- Amanita digitosa Boonprat. & Parnmen
- Amanita djarilmari E.M.Davison
- Amanita dolichosporus E.H.L.Krause
- Amanita drummondii E.M.Davison
- Amanita dryophila Consiglio & Contu
- Amanita dulciodora C.C.Nascimento, Sá & Wartchow
- Amanita dumosorum D.A.Reid
- Amanita dunensis Bon & Andary
- Amanita dunicola Guzmán
- Amanita duplex Corner & Bas
- Amanita dyschromatus E.H.L.Krause

## E
- Amanita eburnea Tulloss
- Amanita echinocephala (Vittad.) Quél.
- Amanita echinulata Beeli
- Amanita effusa (Kalchbr.) D.A.Reid
- Amanita egregia D.A.Reid
- Amanita egreginus A.E.Wood
- Amanita eijii Zhu L.Yang
- Amanita elata (Massee) Corner & Bas
- Amanita elegans Beeli
- Amanita elephas Corner & Bas
- Amanita eliae Quél.
- Amanita elliptica Q.Cai, Y.Y.Cui & Zhu L.Yang
- Amanita elliptosperma G.F.Atk.
- Amanita elongata Peck
- Amanita elongatospora A.E.Wood
- Amanita emodotrygon Mehmood, Tulloss, K.Das, Hosen & R.P.Bhatt
- Amanita eriophora (Berk.) E.-J.Gilbert
- Amanita erythrocephala Neville, Poumarat & Aste
- Amanita esculenta Hongo & I.Matsuda
- Amanita eucalypti O.K.Mill.
- Amanita excelsa (Fr.) Bertill.
- Amanita exitialis Zhu L.Yang & T.H.Li

## F
- Amanita farinacea (Sacc.) Cleland & Cheel
- Amanita farinosa Schwein.
- Amanita fibrillopes O.K.Mill.
- Amanita fibrilosa Beeli
- Amanita flaccida (D.A.Reid) Tulloss
- Amanita flammeola Pegler & Piearce
- Amanita flavella (E.-J.Gilbert) E.-J.Gilbert & Cleland
- Amanita flavidocerea Thongbai, Raspé & K.D.Hyde
- Amanita flavidogrisea Thongbai, Raspé & K.D.Hyde
- Amanita flavipes S.Imai
- Amanita flaviphylla O.K.Mill.
- Amanita flavivolva Murrill
- Amanita flavoalba Mehmood & R.P.Bhatt
- Amanita flavoconia G.F.Atk.
- Amanita flavopantherina Y.Y.Cui, Q.Cai & Zhu L.Yang
- Amanita flavorubescens G.F.Atk.
- Amanita flavosquamosa Y.Y.Cui, Q.Cai & Zhu L.Yang
- Amanita floccocephala G.F.Atk.
- Amanita floccosolivida Beeli
- Amanita floridana (Murrill) D.T.Jenkins ex Tulloss
- Amanita formicaria Velen.
- Amanita forrestiae (Kalchbr.) McAlpine
- Amanita franchetii (Boud.) Fayod
- Amanita franzii Zhu L.Yang, Y.Y.Cui & Q.Cai
- Amanita fraterna (Murrill) Murrill
- Amanita friabilis (P.Karst.) Bas
- Amanita frostiana (Peck) Sacc.
- Amanita fuliginea Hongo
- Amanita fuligineodisca Tulloss, Ovrebo & Halling
- Amanita fuligineoides P.Zhang & Zhu L.Yang
- Amanita fuliginosa Beeli
- Amanita fulva Fr.
- Amanita fulva Schaeff.
- Amanita fulvaurantia R.P.Bhatt, Locq. & T.N.Lakh.
- Amanita fulvoalba Mighell & T.W.Henkel
- Amanita fulvoides Neville & Poumarat
- Amanita fulvopulverulenta Beeli
- Amanita fulvosquamulosa Beeli
- Amanita fuscobrunnea A.E.Wood
- Amanita fuscoflava Zhu L.Yang, Y.Y.Cui & Q.Cai
- Amanita fuscosquamosa A.E.Wood
- Amanita fuscostriata Pegler

## G
- Amanita garabitoana Tulloss, Halling & G.M.Muell.
- Amanita gardneri E.M.Davison
- Amanita gemmata (Fr.) Bertill.
- Amanita gilbertii Beauseign.
- Amanita gioiosa S.Curreli
- Amanita glabriceps Peck
- Amanita glarea Jabeen, M.Kiran & Sadiqullah
- Amanita gloeocystidiosa Boonprat. & Parnmen
- Amanita glutinosa Velen.
- Amanita goossensiae Beeli
- Amanita gossypinoannulata D.A.Reid
- Amanita gracilenta A.E.Wood
- Amanita gracilior Bas & Honrubia
- Amanita grandis (Bougher) Justo
- Amanita grandispora (G.W.Beaton, Pegler & T.W.K.Young) Justo
- Amanita granulata Zvára
- Amanita grauiana Garrido
- Amanita grisea Massee & Rodway
- Amanita grisella (E.-J.Gilbert) E.-J.Gilbert & Cleland
- Amanita griselloides D.A.Reid
- Amanita griseobrunnea O.K.Mill.
- Amanita griseoconia D.A.Reid
- Amanita griseofarinosa Hongo
- Amanita griseofolia Zhu L.Yang
- Amanita griseofusca J.Khan & M.Kiran
- Amanita griseopantherina Y.Y.Cui, Q.Cai & Zhu L.Yang
- Amanita griseorosea Q.Cai, Zhu L.Yang & Y.Y.Cui
- Amanita griseostrobilacea Ndolo Ebika, Yorou & Attibay.
- Amanita griseoturcosa T.Oda, C.Tanaka & Tsuda
- Amanita griseoumbonata Y.Y.Cui, Q.Cai & Zhu L.Yang
- Amanita griseovelata D.A.Reid
- Amanita griseoverrucosa Zhu L.Yang
- Amanita groenlandica Bas ex Knudsen & T.Borgen
- Amanita grossa Sacc.
- Amanita guyanensis Mighell & T.W.Henkel
- Amanita guzmanii Cifuentes, Villegas & G.Santiago
- Amanita gwyniana Coker
- Amanita gymnopus Corner & Bas

## H
- Amanita hamadae Nagas. & Hongo
- Amanita harkoneniana Fraiture & Saarimäki
- Amanita hayalyuy D.Arora & G.H.Shepard
- Amanita heishidingensis Fang Li
- Amanita helianthemicola Zotti, Vizzini & M.Traverso
- Amanita hemibapha (Berk. & Broome) Sacc.
- Amanita herrerae Aroche
- Amanita heterochroma S.Curreli
- Amanita hiltonii D.A.Reid
- Amanita hongoi Bas
- Amanita hortorius E.H.L.Krause
- Amanita hovae Bouriquet
- Amanita huijsmanii F.Massart & Rouzeau
- Amanita humboldtii Singer
- Amanita hunanensis Y.B.Peng & L.J.Liu
- Amanita hygroscopica Coker

## I
- Amanita ibotengutake T.Oda, C.Tanaka & Tsuda
- Amanita illudens Sacc.
- Amanita imazekii T.Oda, C.Tanaka & Tsuda
- Amanita incarnatifolia Zhu L.Yang
- Amanita incentricus E.H.L.Krause
- Amanita inculta (Bougher) Justo
- Amanita indica R.P.Bhatt, Locq. & T.N.Lakh.
- Amanita infusca E.-J.Gilbert ex Singer
- Amanita ingrata Pegler
- Amanita ingwa Grgur.
- Amanita innatifibrilla Zhu L.Yang ex Zhu L.Yang, Y.Y.Cui & Q.Cai
- Amanita inodora (Murrill) Bas
- Amanita irreperta (E.-J.Gilbert) E.-J.Gilbert
- Amanita islandica Melot

## J
- Amanita jacksonii Pomerl.
- Amanita jacoblangei E.H.L.Krause
- Amanita japonica Hongo ex Bas
- Amanita javanica (Corner & Bas) T.Oda, C.Tanaka & Tsuda

## K
- Amanita kalamundae O.K.Mill.
- Amanita kammala Grgur.
- Amanita karea G.S.Ridl.
- Amanita kitamagotake N.Endo & A.Yamada
- Amanita komarekensis D.T.Jenkins & Vinopal
- Amanita konkanensis P.G.Sathe & S.M.Kulk.
- Amanita kotohiraensis Nagas. & Mitani
- Amanita kwangsiensis Y.C.Wang

## L
- Amanita labordei Bouriquet
- Amanita lactea Malençon, Romagn. & D.A.Reid
- Amanita lanigera Y.Y.Cui, Q.Cai & Zhu L.Yang
- Amanita lanivolva Bas
- Amanita lanosa Beeli
- Amanita lanosula Bas
- Amanita laurae Guzmán & Ram.-Guill.
- Amanita lavendula (Coker) Tulloss, K.W.Hughes, Rodrig.-Cayc. & Kudzma
- Amanita lepiotoides Barla
- Amanita lesueurii E.M.Davison
- Amanita levistriata D.T.Jenkins
- Amanita lignitincta Zhu L.Yang ex Y.Y.Cui, Q.Cai & Zhu L.Yang
- Amanita lignophila G.F.Atk.
- Amanita limbatula Bas
- Amanita lippiae Wartchow & Tulloss
- Amanita liquii Zhu L.Yang, M.Weiss & Oberw.
- Amanita lividopallescens (Gillet) Bigeard & H.Guill.
- Amanita lividopallescens (Gillet) Seyot
- Amanita longipes Bas ex Tulloss & D.T.Jenkins
- Amanita longistriata S.Imai
- Amanita longitibiale Tulloss, Pérez-Silva & T.Herrera
- Amanita loosei Beeli
- Amanita lusitanica Torrend
- Amanita luteivolvata O.K.Mill.
- Amanita luteoflava Beeli
- Amanita luteofolia Y.Y.Cui, Q.Cai & Zhu L.Yang
- Amanita luteofusca (E.-J.Gilbert & Cleland) E.-J.Gilbert
- Amanita luteolovelata D.A.Reid
- Amanita luteoparva Thongbai, Raspé & K.D.Hyde
- Amanita lutescens Hongo

## M
- Amanita macrocarpa W.Q.Deng, T.H.Li & Zhu L.Yang
- Amanita macrospora H.L.Stewart & Grund
- Amanita madagascariensis Ling Ping Tang, Zhu Liang Yang & Buyck
- Amanita mafingensis Härk. & Saarim.
- Amanita magnivelaris Peck
- Amanita magniverrucata Thiers & Ammirati
- Amanita magnivolvata Aalto
- Amanita mairei Foley
- Amanita malayensis L.P.Tang, Zhu L.Yang & S.S.Lee
- Amanita malheurensis Trueblood, O.K.Mill. & D.T.Jenkins
- Amanita malleata (Piane ex Bon) Contu
- Amanita malodora (Murrill) Murrill
- Amanita manilensis J.M.Mend. & Leus-Palo
- Amanita margarita (Murrill) Murrill
- Amanita marginata D.T.Jenkins
- Amanita marmorata (Cleland & E.-J.Gilbert) E.-J.Gilbert
- Amanita masasiensis Härk. & Saarim.
- Amanita mcalpineana (Cleland & Cheel) E.-J.Gilbert
- Amanita media D.T.Jenkins
- Amanita melleialba Zhu L.Yang, Q.Cai & Y.Y.Cui
- Amanita melleiceps Hongo
- Amanita merxmuelleri Bresinsky & Garrido
- Amanita microlepis Bas
- Amanita microspora O.K.Mill.
- Amanita miculifera Bas & Hatan.
- Amanita millsii E.M.Davison & G.M.Gates
- Amanita minutisquama Y.Y.Cui, Q.Cai & Zhu L.Yang
- Amanita miomboensis Pegler & Shah-Smith
- Amanita mira Corner & Bas
- Amanita modesta Corner & Bas
- Amanita molliuscula Q.Cai, Zhu L.Yang & Y.Y.Cui
- Amanita morenoi Raithelh.
- Amanita morrisii Peck
- Amanita mortenii Knudsen & T.Borgen
- Amanita multisquamosa Peck
- Amanita mumura G.S.Ridl.
- Amanita murinacea Pat.
- Amanita murinaster A.E.Wood
- Amanita muriniflammea Tulloss, A.M.Young & A.E.Wood
- Amanita murrilliana Singer
- Amanita muscaria (L.) Lam.
- Amanita muscoides (Wulfen) E.H.L.Krause
- Amanita mutabilis Beardslee

## N
- Amanita neglecta Boedijn
- Amanita nehuta G.S.Ridl.
- Amanita neo-ovoidea Hongo
- Amanita neocinctipes Zhu L.Yang, Y.Y.Cui & Q.Cai
- Amanita neomurina Tulloss
- Amanita neoneglecta Tulloss
- Amanita nigrescens G.Stev.
- Amanita nivalis Grev.
- Amanita nothofagi G.Stev.
- Amanita nouhrae Truong, Kuhar & M.E.Sm.
- Amanita novinupta Tulloss & J.Lindgr.

## O
- Amanita oberwinkleriana Zhu L.Yang & Yoshim.Doi
- Amanita oblongospora Contu
- Amanita obsita Corner & Bas
- Amanita occidentalis O.K.Mill. & Lodge
- Amanita ochracea (Zhu L.Yang) Y.Y.Cui, Q.Cai & Zhu L.Yang
- Amanita ochraceobulbosa A.E.Wood
- Amanita ochraceopallida Contu
- Amanita ochrophylla (Cooke & Massee) Cleland
- Amanita ochrophylloides D.A.Reid
- Amanita ochroterrea Gentilli ex Bas
- Amanita ocreata Peck
- Amanita odorata Beeli
- Amanita odorifera (Murrill) Murrill
- Amanita oleosa (Bougher & T.Lebel) Justo
- Amanita olivacea Beeli
- Amanita olivaceobrunnea Hanzha & Besedina
- Amanita olivaceofusca Y.Y.Cui, Q.Cai & Zhu L.Yang
- Amanita olivaceogrisea Kalamees
- Amanita oreina (J.Favre) R.Heim ex Bon
- Amanita orienticrocea Zhu L.Yang, Y.Y.Cui & Q.Cai
- Amanita orientifulva Zhu L.Yang, M.Weiss & Oberw.
- Amanita orientigemmata Zhu L.Yang & Yoshim.Doi
- Amanita orsonii Ash.Kumar & T.N.Lakh.
- Amanita ovalispora Boedijn
- Amanita ovoidea (Bull.) Link

## P
- Amanita pachycolea D.E.Stuntz
- Amanita pachysperma G.F.Atk.
- Amanita pachyvolvata (Bon) Krieglst.
- Amanita pagetodes D.A.Reid
- Amanita pakistanica Tulloss, S.H.Iqbal & Khalid
- Amanita pallidobrunnea A.E.Wood
- Amanita pallidocarnea (Höhn.) Boedijn
- Amanita pallidochlorotica Zhu L.Yang, Y.Y.Cui & Q.Cai
- Amanita pallidochracea A.E.Wood
- Amanita pallidoflavescens D.T.Jenkins
- Amanita pallidofumosa A.E.Wood
- Amanita pallidogrisea A.E.Wood
- Amanita pallidorosea P.Zhang & Zhu L.Yang
- Amanita pallidozonata Y.Y.Cui, Q.Cai & Zhu L.Yang
- Amanita paludosa Bulyonk., Filippova & O.V.Morozova
- Amanita pannosa Y.Y.Cui, Q.Cai & Zhu L.Yang
- Amanita pantherina (DC.) Krombh.
- Amanita parcivolvata (Peck) E.-J.Gilbert
- Amanita pareparina G.S.Ridl.
- Amanita parva (Murrill) Murrill
- Amanita parvicurta Y.Y.Cui, Q.Cai & Zhu L.Yang
- Amanita parviexitialis Q.Cai, Zhu L.Yang & Y.Y.Cui
- Amanita parviformis (Murrill) Murrill
- Amanita parvifritillaria Y.Y.Cui, Q.Cai & Zhu L.Yang
- Amanita parvipantherina Zhu L.Yang, M.Weiss & Oberw.
- Amanita parvivirginea Y.Y.Cui, Q.Cai & Zhu L.Yang
- Amanita pausiaca Corner & Bas
- Amanita peckiana Kauffman
- Amanita pekeoides G.S.Ridl.
- Amanita pelioma Bas
- Amanita pellucidula Banning & Peck
- Amanita peltigera D.A.Reid
- Amanita perpasta Corner & Bas
- Amanita perphaea C.M.Simmons, T.W.Henkel & Bas
- Amanita persicina (D.T.Jenkins) Tulloss & Geml
- Amanita petalinovolva Wartchow
- Amanita phaea Bas
- Amanita phalloides (Vaill. ex Fr.) Link
- Amanita picea Tulloss, Ovrebo & Halling
- Amanita pilosella Corner & Bas
- Amanita pini Neville & Poumarat
- Amanita pinophila Y.Y.Cui, Q.Cai & Zhu L.Yang
- Amanita polcovius E.H.L.Krause
- Amanita ponderosa Malençon & R.Heim
- Amanita populiphila Tulloss & E.Moses
- Amanita porphyria Alb. & Schwein.
- Amanita porrinensis Freire & M.L.Castro
- Amanita praelongipes Kärcher & Contu
- Amanita praelongispora (Murrill) Murrill
- Amanita preissii (Fr.) Sacc.
- Amanita princeps Corner & Bas
- Amanita privigna Corner & Bas
- Amanita protecta Tulloss & G.Wright
- Amanita proxima Dumée
- Amanita psammolimbata Wartchow & Sulzbacher
- Amanita pseudogemmata Hongo
- Amanita pseudoinculta Justo
- Amanita pseudolactea Contu
- Amanita pseudomanginiana Q.Cai, Y.Y.Cui & Zhu L.Yang
- Amanita pseudopantherina Zhu L.Yang ex Y.Y.Cui, Q.Cai & Zhu L.Yang
- Amanita pseudoporphyria Hongo
- Amanita pseudoprinceps Y.Y.Cui, Q.Cai & Zhu L.Yang
- Amanita pseudoregalis Pluvinage
- Amanita pseudospreta Raithelh.
- Amanita pseudosychnopyramis Y.Y.Cui, Q.Cai & Zhu L.Yang
- Amanita pseudovaginata Hongo
- Amanita pseudoverna (Murrill) Murrill
- Amanita pudibunda R.Heim
- Amanita pudica (Beeli) Walleyn
- Amanita pulchella S.Imai
- Amanita pulverotecta Bas
- Amanita pulverulenta Beeli
- Amanita pumatona G.S.Ridl.
- Amanita pumila Massee
- Amanita pyramidata Zhu L.Yang, Y.Y.Cui & Q.Cai
- Amanita pyramidifera D.A.Reid
- Amanita pyramidiferina A.E.Wood
- Amanita pyriformis Boonprat. & Parnmen

## Q
- Amanita queletii Bon & Dennis
- Amanita quenda E.M.Davison

## R
- Amanita radiata D.T.Jenkins
- Amanita rajendrae Mehmood, K.Das & P.Uniyal
- Amanita recutitiformis (Britzelm.) Sacc. & Traverso
- Amanita regalis (Fr.) Michael
- Amanita reidiana Tulloss
- Amanita reidii Eicker & Greuning
- Amanita retenta Y.Y.Cui, Q.Cai & Zhu L.Yang
- Amanita rhacopus Y.Lamoureux
- Amanita rhoadsii (Murrill) Murrill
- Amanita rhodophylla Beeli
- Amanita rhopalopus Bas
- Amanita rimosa P.Zhang & Zhu L.Yang
- Amanita ristichii Tulloss
- Amanita roanokensis Coker
- Amanita robusta Beeli
- Amanita rosea D.A.Reid
- Amanita roseolamellata A.E.Wood
- Amanita roseolifolia Y.Y.Cui, Q.Cai & Zhu L.Yang
- Amanita roseophylla D.T.Jenkins
- Amanita roseotincta (Murrill) Murrill
- Amanita rubescens Pers.
- Amanita rubiginosa Q.Cai, Y.Y.Cui & Zhu L.Yang
- Amanita rubroflava Y.Y.Cui, Q.Cai & Zhu L.Yang
- Amanita rubromarginata Har.Takah.
- Amanita rubrovolvata S.Imai
- Amanita rufobrunnescens W.Q.Deng & T.H.Li
- Amanita rufoferruginea Hongo
- Amanita russuloides (Peck) Sacc.

## S
- Amanita salmonea Thiers
- Amanita salmonescens Tulloss
- Amanita sampajensis Sathe & S.M.Kulk.
- Amanita schaefferi Neville, Poumarat & D.Rémy
- Amanita sculpta Corner & Bas
- Amanita separata Contu
- Amanita sepiacea S.Imai
- Amanita sepultipes N.Vargas & S.Restrepo
- Amanita shennongjiana Y.Y.Cui, Q.Cai & Zhu L.Yang
- Amanita shorea Yadw.Singh & M.Kaur
- Amanita siamensis Sanmee, Zhu L.Yang, P.Lumyong & Lumyong
- Amanita sichotensis E.F.Malysheva & Kovalenko
- Amanita silvatica Guzmán
- Amanita silvicola Kauffman
- Amanita simlensis Locq. & T.N.Lakh.
- Amanita simulans Contu
- Amanita sinensis Zhu L.Yang
- Amanita sinicoflava Tulloss
- Amanita sinocitrina Zhu L.Yang, Zuo H.Chen & Z.G.Zhang
- Amanita smithiana Bas
- Amanita solaniolens H.L.Stewart & Grund
- Amanita solitariiformis (Murrill) Murrill
- Amanita sordidobubalina A.E.Wood
- Amanita sordidogrisea A.E.Wood
- Amanita sordidoides E.H.L.Krause
- Amanita sororcula Tulloss, Ovrebo & Halling
- Amanita spadicea Pers.
- Amanita sphaerobulbosa Hongo
- Amanita spissacea S.Imai
- Amanita spreta (Peck) Sacc.
- Amanita spretella (Murrill) Murrill
- Amanita squamosa (Massee) Corner & Bas
- Amanita squarrosa Nagas. & Hongo
- Amanita squarrosipes Y.Y.Cui, Q.Cai & Zhu L.Yang
- Amanita stenospora Contu
- Amanita sternbergii Velen.
- Amanita stranella (E.-J.Gilbert) E.-J.Gilbert & Snell
- Amanita striatuloides A.E.Wood
- Amanita strobilaceoides A.E.Wood
- Amanita strobilaceovolvata Beeli
- Amanita strobiliformis (Paulet ex Vittad.) Bertill.
- Amanita strobilipes Thongbai, Raspé & K.D.Hyde
- Amanita strophiolata Beeli
- Amanita subalbida Cleland
- Amanita suballiacea (Murrill) Murrill
- Amanita subcitriniceps (Murrill) Murrill
- Amanita subfraudulenta Contu
- Amanita subfrostiana Zhu L.Yang
- Amanita subfuliginea Q.Cai, Zhu L.Yang & Y.Y.Cui
- Amanita subfuliginosa Neville, Poumarat & Bottoni
- Amanita subglobosa Zhu L.Yang
- Amanita subhemibapha Zhu L.Yang, Y.Y.Cui & Q.Cai
- Amanita subjunquillea S.Imai
- Amanita sublutea (Cleland) E.-J.Gilbert
- Amanita sublutescens Velen.
- Amanita submaculata Peck
- Amanita submembranacea (Bon) Gröger
- Amanita submutabilis (Murrill) Murrill
- Amanita subnudipes (Romagn.) Tulloss
- Amanita suborientifulva Raspé, Thongbai & K.D.Hyde
- Amanita subovalispora Thongbai, Raspé & K.D.Hyde
- Amanita subpallidorosea Hai J.Li
- Amanita subparvipantherina Zhu L.Yang, Q.Cai & Y.Y.Cui
- Amanita subphalloides (Murrill) Murrill
- Amanita subrecutita (Murrill) Murrill
- Amanita subremota (Cooke & Massee) A.M.Young
- Amanita subsolitaria (Murrill) Murrill
- Amanita subspissa E.-J.Gilbert
- Amanita subtropicana Mehmood & R.P.Bhat
- Amanita subvaginata (Cleland & Cheel) E.-J.Gilbert
- Amanita subvirginiana (Murrill) Murrill
- Amanita subviscosa Beeli
- Amanita subvolvata C.S.Bi
- Amanita sulcatissima Bas
- Amanita sulphurea Velen.
- Amanita sumatrensis Boedijn
- Amanita supravolvata Lanne
- Amanita sychnopyramis Corner & Bas

## T
- Amanita taiepa G.S.Ridl.
- Amanita tainaomby R.Heim ex E.-J.Gilbert
- Amanita tarda (Trimbach) Contu
- Amanita tecomate Guzmán & Ram.-Guill.
- Amanita tenacipulvis Wartchow
- Amanita tenuifolia (Murrill) Murrill
- Amanita tenuifulva Y.Y.Cui, Q.Cai & Zhu L.Yang
- Amanita tephropluteus E.H.L.Krause
- Amanita theioleuca Pat.
- Amanita timida Corner & Bas
- Amanita tjibodensis Boedijn
- Amanita tomentosivolva Zhu L.Yang
- Amanita torrendii Justo
- Amanita toxica (Lazo) Garrido & Bresinsky
- Amanita tristis Corner & Bas
- Amanita tullossiana Mehmood, Hosen, K.Das & R.P.Bhatt
- Amanita tullossii Guzmán & Ram.-Guill.
- Amanita tuza Guzmán

## U
- Amanita umbrinella (E.-J.Gilbert & Cleland) E.-J.Gilbert
- Amanita umbrinelloides A.E.Wood
- Amanita umbrinidisca (Murrill) Murrill
- Amanita ushuaiensis (Raithelh.) Raithelh.

## V
- Amanita vaginata (Bull.) Lam.
- Amanita valens (E.-J.Gilbert) Bertault
- Amanita variabilis (E.-J.Gilbert) E.-J.Gilbert & Cleland
- Amanita variicolor Y.Lamoureux
- Amanita velatipes G.F.Atk.
- Amanita veldiei D.A.Reid & Eicker ex Redhead
- Amanita velosa (Peck) Lloyd
- Amanita verna (Bull.) Lam.
- Amanita vernella (Murrill) Murrill
- Amanita vernicoccora Bojantchev & R.M.Davis
- Amanita verniformis (Murrill) Murrill
- Amanita verrucosivolva Zhu L.Yang
- Amanita vestita Corner & Bas
- Amanita violettae Tulloss
- Amanita virella Singer
- Amanita virginea Massee
- Amanita virgineoides Bas
- Amanita virginiana (Murrill) Sacc. & Trotter
- Amanita viridissima Wartchow
- Amanita virosa Bertill.
- Amanita virosiformis (Murrill) Murrill
- Amanita viscidolutea Menolli, Capelari & Baseia
- Amanita volvarielloides B.J.Rees
- Amanita volvata (Peck) Lloyd

## W
- Amanita wadjukiorum E.M.Davison
- Amanita wadulawitu McGurk, E.M.Davison & E.L.J.Watkin
- Amanita walpolei O.K.Mill.
- Amanita watlingii Ash.Kumar & T.N.Lakh.
- Amanita watsoniana (Murrill) Murrill
- Amanita wellsii (Murrill) Murrill
- Amanita westii (Murrill) Murrill

## X
- Amanita xanthella Corner & Bas
- Amanita xanthocephala (Berk.) D.A.Reid & R.N.Hilton
- Amanita xanthogala Bas
- Amanita xanthomargaros Corner & Bas
- Amanita xerocybe Bas
- Amanita xylinivolva Tulloss, Ovrebo & Halling

## Y
- Amanita yema Guzmán & Ram.-Guill.
- Amanita yenii Zhu L.Yang & C.M.Chen
- Amanita yuaniana Zhu L.Yang
- Amanita yucatanensis Guzmán

## Z
- Amanita zambiana Pegler & Piearce
- Amanita zonata Y.Y.Cui, Qing Cai & Zhu L.Yang